# Grandcourt (Somme)
Grandcourt è un comune francese di 182 abitanti situato nel dipartimento della Somme nella regione dell'Alta Francia.

## Società

### Evoluzione demografica
Abitanti censiti